# Peder Hoppe
Peder Hoppe (22. januar 1727 i København – 21. februar 1778 sammesteds) var en dansk jurist.
Han var søn af søofficeren Frederik Hoppe. 1742 blev han student (privat dim.), 1745 cand. jur. fra Københavns Universitet, samme år sekretær i Danske Kancelli, 1746 kancellijunker. 1748 blev han assessor i Hofretten, 1749 i Højesteret, 1754 virkelig justitsråd, 1761 assessor i Admiralitetsretten, 1766 etatsråd, 1773 virkelig etatsråd, 1774 konferensråd. 30. juli 1777 blev han optaget i den danske adelstand. Han var desuden direktør for Asiatisk Kompagni.
Anonymt udgav han 1759 dramaet Bourdant de Gourmand Seigneur de Pralstrup.
Han var gift med Elisabeth Holst (1740-1773) og fader til Else Marie Hoppe (1767-1834), gift med gehejmekonferensråd Johan Bülow, kammerherre Frederik Hoppe (1770-1837) og søofficer Johan Christopher Hoppe (1772-1835).
Han er begravet i Holmens Kirke.